# Coșcodeni
Coșcodeni è un comune della Moldavia situato nel distretto di Sîngerei di 2.931 abitanti al censimento del 2004

## Località
Il comune è formato dall'insieme delle seguenti località (popolazione 2004):
- Coșcodeni (1.076 abitanti)
- Bobletici (546 abitanti)
- Heciul Flămînzeni (1.309 abitanti)